# 拉蒙塔尼塔
拉蒙塔尼塔是哥倫比亞的城鎮，位於該國南部，由卡克塔省負責管轄，距離首府弗洛倫西亞32公里，始建於1941年1月1日，面積1,484平方公里，海拔高度450米，2005年人口22,181。
1°35′N 75°15′W / 1.583°N 75.250°W